# Мігель Рамірес
Мігель Рамірес Перес (ісп. Miguel Ramírez Pérez, нар. 11 червня 1970, Сантьяго) — чилійський футболіст, що грав на позиції захисника.
Виступав, зокрема, за клуби «Коло-Коло» та «Універсідад Католіка», з кожним з яких по два рази ставав чемпіоном Чилі, а також національну збірну Чилі, у складі якої був учасником чемпіонату світу 1998 року.

## Клубна кар'єра
У дорослому футболі дебютував 1991 року виступами за команду клубу «Коло-Коло», в якій провів чотири сезони. За цей час двічі виборював титул чемпіона Чилі, ставав володарем Кубка Лібертадорес та переможцем Рекопи Південної Америки.
1995 року перейшов до іспанського «Реал Сосьєдад», проте кар'єра в Європі не склалася, і вже наступного року Рамірес став гравцем мексиканського «Монтеррея».
1997 року повернувся на батьківщину, де став гравцем клубу «Універсідад Католіка». Відіграв за цю команду із Сантьяго наступні шість сезонів своєї ігрової кар'єри. Більшість часу, проведеного у складі «Універсідад Католіка», був основним гравцем захисту команди, з якою ще двічі ставав чемпіоном Чилі.
Завершив професійну ігрову кар'єру у рідному клубі «Коло-Коло». Прийшов до команди 2004 року, захищав її кольори до припинення виступів на професійному рівні у 2005.

## Виступи за збірну
1991 року дебютував в офіційних матчах у складі національної збірної Чилі. Протягом кар'єри у національній команді, яка тривала 14 років, провів у формі головної команди країни 62 матчі, забивши 1 гол.
Учасник чемпіонату світу 1998 року у Франції. На світовій першості взяв участь у двох з трьох іграх групового етапу, за результатами якого чилійці з другого місця вийшли до плей-оф, а також у програному з рахунком 1:4 матчі 1/8 фіналу проти збірної Бразилії.
У складі збірної також був учасником п'яти розіграшів Кубка Америки: 1991, 1993, 1995, 1999, а також 2004 років.

## Титули і досягнення

### Командні
- Чемпіон Чилі (4):

«Коло-Коло»: 1991, 1993
«Універсідад Католіка»: Апертура 1997, Апертура 2002
- Володар Кубка Лібертадорес (1):

«Коло-Коло»: 1991
- Переможець Рекопи Південної Америки (1):

«Коло-Коло»: 1992
- Бронзовий призер Кубка Америки: 1991

### Особисті
- Футболіст року в Чилі: 2002